# 高山掌突蟾
高山掌突蟾（学名：Leptobrachella alpina），一种分布于中华人民共和国云南省景东彝族自治县无量山和广西壮族自治区田林县岑王老山地区的两栖动物，隶属于角蟾科掌突蟾属。模式产地为云南景东无量山黄草岭。

## 形态特征
高山掌突蟾雄蟾体长24～26毫米，雌蟾体长32毫米左右。皮肤较为光滑，背部灰棕色或灰褐色，两眼间有三角形斑，两肩之间通常有“W”形褐色斑；胸部黄白色，一般有深色斑点。

## 保护
本种于2023年被收录入《有重要生态、科学、社会价值的陆生野生动物名录》。